# Schilbach (Tanna)
Schilbach ist ein Ortsteil der Stadt Tanna im Saale-Orla-Kreis in Thüringen.

## Geografie und Geologie
Die Bundesautobahn 9 streift den Ort südwestlich und führt teilweise durch seine Flur. Nordöstlich befinden sich die Bundesstraße 2 und das Gewerbegebiet an der Kapelle. Nach Norden und Süden begrenzt Wald die in einer südlich geneigten Hanglage befindliche Flur, die im Südostthüringer Schiefergebirge liegt. Nachbarorte sind südlich Seubtendorf, westlich Wernsdorf, nördlich Zollgrün und östlich die Stadt Tanna. Südöstlich von Schilbach erstreckt sich der Rosenbühl als höchste Erhebung der Umgebung mit seinen ausgedehnten Waldflächen.

## Geschichte
Am 14. August 1325 war die urkundliche Ersterwähnung von „Schilbach“. Die Kirche wurde 1732 erbaut. Gegenwärtig wohnen etwa 300 Personen im Ort. Am 9. April 1994 wurde Schilbach nach Tanna eingemeindet.

## Sehenswürdigkeiten
- Dorfkirche Schilbach

## Landwirtschaft
Schilbach war immer ein landwirtschaftlich orientierter Ort. Das ehemalige Rittergut bewirtschaftete unter Reinhold Knoch 1923 469 Hektar. Die Zwangskollektivierung der Landwirtschaft des Ortes zu Zeiten der DDR führte zum Bau einer großen Rinderanlage.

## Söhne und Töchter des Ortes
- Eduard Knoch (1814–1891), Kaufmann und Mitglied des Deutschen Reichstags
- Gustav Knoch (1816–1861), Rittergutsbesitzer, Fabrikant und Abgeordneter in Reuß j.L.